# Alexandre Olivier Exquemelin
Alexandre Olivier Exquemelin, född ungefär 1645, död 1707, var en fransk författare och skeppsläkare.
Exquemelin är mest känd för eftervärlden som författare till en bok om 1600-talets sjörövare. Boken De Americaensche Zee-Roovers publicerades första gången 1678 i Amsterdam och översattes sedan till en lång rad språk; bland annat till spanska, franska och engelska. 
De olika översättningarna kom att skilja sig från varandra och värderingen av den franske kaptenen l'Ollonais och det engelska befälet Sir Henry Morgan var väsensskilda beroende på om man läste en fransk eller engelsk upplaga av boken. I den engelska och holländska boken var Morgan en hjälte, spanjorerna banditer, och l'Ollonais en psykopat. I den franska och spanska upplagan rådde nästan motsatt förhållande.